# Top o’ the Morning / Emperor Waltz
Top o’ the Morning / Emperor Waltz (podtytuł: Selections from the Paramount Pictures) – album muzyczny piosenkarza i aktora Binga Crosby’ego wydany w 1950 roku przez Decca Records, prezentujący utwory, które wykonał w filmach Top o’ the Morning i Cesarski walc (ang. The Emperor Waltz). Album ten wydaje się być pierwszym albumem LP Crosby'ego, który nie został wydany jako album 78 obr./min. Ponieważ cztery utwory z Top o' the Morning wypełniły tylko jedną stronę płyty, Decca dodała cztery utwory z udanego albumu The Emperor Waltz, aby ją uzupełnić.

## Lista utworów

### strona 1
| 1. | „You're in Love with Someone” | 2:38  |
|    |                               |       |
| 2. | „Top o' the Morning”          | 2:48  |
|    |                               |       |
| 3. | „Oh, 'Tis Sweet to Think”     | 3:23  |
|    |                               |       |
| 4. | „The Donovans”                | 3:00  |
|    |                               |       |
|    |                               | 11:49 |
|    |                               |       |

### strona 2
| 1. | „Friendly Mountains”       | 3:04  |
|    |                            |       |
| 2. | „The Kiss in Your Eyes”    | 3:01  |
|    |                            |       |
| 3. | „I Kiss Your Hand, Madame” | 3:09  |
|    |                            |       |
| 4. | „Emperor Waltz”            | 2:38  |
|    |                            |       |
|    |                            | 11:52 |
|    |                            |       |